# الراهبة البيضاء (فلم 1933)
الراهبة البيضاء (بالإنجليزية: The White Sister) فيلم دراما رومانسي أمريكي انتج عام 1933 من إخراج فيكتور فليمنغ وبطولة كلارك غيبل.

## روابط خارجية
- مقالات تستعمل روابط فنية بلا صلة مع ويكي بيانات